# 게이오 하치오지역
게이오하치오지역(일본어: 京王八王子駅)은 일본 도쿄도 하치오지시에 위치한 게이오 전철 게이오 선의 철도역이다. 이 노선의 종점역이며, 역 번호는 KO 34이다. 섬식 승강장 1면 2선의 구조를 갖춘 지하역이다.

## 타는 곳
| 1 · 2 | 게이오 선 | 후추 · 메이다이마에 · 사사즈카 · 신주쿠 · 도영 신주쿠 선 방면 |

## 이용 현황
| 연도별 1일 평균 하차 승차 인원 | 연도별 1일 평균 하차 승차 인원 | 연도별 1일 평균 하차 승차 인원 |
| 연도                           | 평균 하차 인원                 | 평균 승차 인원                 |
| ------------------------------ | ------------------------------ | ------------------------------ |
| 1948년                         | 3,800                          |                                |
| 1955년                         | 4,542                          |                                |
| 1960년                         | 8,212                          |                                |
| 1965년                         | 20,175                         |                                |
| 1970년                         | 29,579                         |                                |
| 1975년                         | 38,581                         |                                |
| 1980년                         | 55,297                         |                                |
| 1985년                         | 64,253                         |                                |
| 1987년                         | 67,378                         |                                |
| 1990년                         | 63,369                         | 32,151                         |
| 1991년                         |                                | 32,735                         |
| 1992년                         | 31,871                         |                                |
| 1993년                         | 31,342                         |                                |
| 1994년                         | 31,364                         |                                |
| 1995년                         | 61,137                         | 31,006                         |
| 1996년                         |                                | 30,638                         |
| 1997년                         | 58,901                         | 29,984                         |
| 1998년                         | 59,464                         | 30,490                         |
| 1999년                         | 59,151                         | 30,090                         |
| 2000년                         | 57,426                         | 29,140                         |
| 2001년                         | 57,605                         | 29,203                         |
| 2002년                         | 57,532                         | 29,186                         |
| 2003년                         | 58,563                         | 29,675                         |
| 2004년                         | 58,941                         | 29,885                         |
| 2005년                         | 59,676                         | 30,375                         |
| 2006년                         | 59,365                         | 30,290                         |
| 2007년                         | 59,745                         | 30,005                         |
| 2008년                         | 59,766                         | 29,975                         |
| 2009년                         | 58,933                         | 29,515                         |
| 2010년                         | 58,366                         | 29,159                         |
| 2011년                         | 57,428                         | 28,590                         |
| 2012년                         | 57,645                         | 28,726                         |
| 2013년                         | 58,578                         |                                |
| 2014년                         | 57,675                         |                                |
| 2015년                         | 59,083                         |                                |
| 2016년                         | 58,782                         |                                |

## 역 주변
- 동일본 여객철도 하치오지역
- 게이오 플라자 호텔
- 하치오지 시 보건소
- 하치오지 시청 에키마에 사무소
- 하치오지 시 어린이 과학관
- 국도 제20호선

## 인접 역
| 게이오 전철 게이오 선    | 게이오 전철 게이오 선 | 게이오 전철 게이오 선 |
| ------------------------ | --------------------- | --------------------- |
| KO 33 기타노 신주쿠 방면 | 게이오 선             | 시·종착역             |